# San Isidro de Galipán
San Isidro de Galipán es un poblado que se encuentra en la vertiente norte del tramo central de la Cordillera de la Costa, al norte de Caracas, Venezuela, en la zona más alta del denominado "Parque Nacional El Ávila". El poblado de Galipán corresponde a la parroquia Macuto del estado La Guaira, a pesar de mantener una relación económica y cultural fundamentalmente vinculada a Caracas, ciudad de la que dista aproximadamente 21 kilómetros.
San Isidro de Galipán constituye uno de los cinco sectores cuyas denominaciones tienen origen hagiográfico, es decir, relativo a la vida de los santos patronos. El resto de poblados son: San Isidro, en homenaje al patrono de los campesinos, de donde deriva el refrán "San Isidro Labrador, quita el agua y pon el sol"; San Francisco, el protector de la fauna avileña; San Antonio, patrono de quienes no tienen pareja; San José, en honor a quienes se esmeran en su faena diaria; y Manzanares, epónimo del grupo indígena guanche, proveniente de las Islas Canarias. 

## Origen del nombre
El origen del nombre de este lugar se debe, según la leyenda que cuentan sus habitantes, a un cacique indígena llamado "Galipa" que habitó esas tierras durante siglos pasados y perteneció a la tribu Caribe. La tribu de los Caribe se asentó fundamentalmente en las zonas bajas del sistema montañoso El Ávila.

## Base legal
El estatus jurídico de Galipán deriva de lo pautado en el Decreto 2.334, del año 1992, sobre el Plan de Ordenamiento y Reglamento de Uso del Parque Nacional El Ávila. Dicho Decreto otorga a Galipán la condición de poblado autóctono, como zona dentro del Parque Nacional El Ávila, cuya superficie es de 1.720,03 hectáreas. Asimismo, existe otra serie de documentos legales vinculados a la identidad de Galipán, tales como: (a) Decreto 473, del año 1958; (b) Decreto 276 del Reglamento Parcial de la Ley Orgánica para la Ordenación del Territorio, sobre Administración y Manejo de Parques Nacionales y Monumentos Naturales (19--); (c) Resolución No 6, año 1986, del Ministerio de Agricultura y de los Recursos Naturales Renovables.

## Población
La historia de los primeros habitantes de esta pequeña localidad se remonta a la época colonial. Provenientes de las Islas Canarias, hace doscientos años se asentaron en esta localidad un pequeño grupo de inmigrantes, que formaron un asentamiento agrícola.
En la actualidad el poblado cuenta con servicio eléctrico y telefónico, escuela primaria, bodegas, médico, iglesia, puestos de la Guardia Nacional y del Instituto Nacional de Parques (INPARQUES).

## Detalles históricos
A continuación algunos de los eventos históricos, sociales y económicos más importantes para los galipaneros.
- El movimiento rebelde de 1858. El nombre de Galipán está vinculado a la historia republicana del país. "LA GALIPANADA" es cómo se denomina al frustrado movimiento ocurrido el 17 de agosto de 1858. Los protagonistas fueron grupos que se rebelaron contra el gobierno del General Julián Castro, designado presidente tras la renuncia y solicitud de asilo en la Legación de Francia del General José Tadeo Monagas. Las hostilidades diplomáticas y el consecuente bloqueo de puertos venezolanos por buques anglofranceses, en solicitud del cumplimiento del Protocolo Urrutia por parte del gobierno de Castro, condujeron a planificar una insurrección. La imprudencia de los conspiradores, lo descabellado de sus planes y la excesiva confianza en la impopularidad del régimen, facilitó la consecución de derrotas sin mayores problemas. Un grupo revolucionario que salió de la capital, subiendo por la cuesta de El Ávila, hacia La Guaira, fue hecho prisionero en las cumbres de Galipán. Desde la noche anterior, Carlos Soublette -jefe de operaciones militares- había apostado sus fuerzas entre Catia y Maiquetía, por lo que fue fácil retenerlos. El fracaso del movimiento fue calificado como "ridículo sainete", dándosele el nombre de "Galipanada". Finalmente, los miembros del comité revolucionario fueron detenidos y proscriptos; entre ellos Antonio Guzmán Blanco quien luego asumiría la presidencia en 1870. Como recuerdo de ese pasaje histórico, existe una cruz en el sitio donde falleció uno de los soldados caídos en combate, en el área de Boca´e Tigre, en la subida hacia Galipán.
- La construcción del Hotel Humboldt[8] en 1955 por el General Marcos Pérez Jiménez, generó cambios en la ruta para llegar a Galipán por la carretera de Cotiza. Lo que antes fueran caminos y picas se convirtió en carretera de tierra para facilitar el transporte de materiales dirigidos al Humboldt. Este hecho constituyó un aspecto decisivo en la transformación de la dinámica del poblado de Galipán.[9]
- La declaración de El Ávila como parque nacional[10], en 1958, ocasionó preocupación a los galipaneros por su posible salida de la zona. La política internacional establecía evidente separación entre el hombre y el ambiente considerado parque nacional. Ante esta situación, hubo movimientos de rescate y defensa por la permanencia de las familias que allí vivían durante años. En 1971, el Congreso Mundial sobre Conservacionismo celebrado en Roma aprobó que los parques nacionales sí podían ser habitados, siempre y cuando los pobladores contribuyeran a su equilibrio y mantenimiento. Fundamentados en este decreto de habitabilidad, los galipaneros se declararon parte del parque nacional. No obstante, durante los años 1977 y 1978 fueron fustigados y desalojados por autoridades de la Guardia Nacional Bolivariana quienes desconocían el alcance de tal disposición. Como consecuencia, varios lugareños decidieron trasladarse a otras zonas del país. Algunos se mudaron a Caracas y tuvieron que desempeñar empleos para los cuales no estaban preparados. Esta experiencia animó a los galipaneros a mantener la lucha por el derecho a permanecer en su tierra y, posteriormente, a conformar una Asociación de Vecinos[11] para enfrentar el problema legal de la comunidad.
- La instalación de la red eléctrica, en 1973. La activación del servicio eléctrico constituyó un importante avance para la comunidad. Las familias ya no tendrían que alumbrarse con velas, lámparas de gasolina o kerosene como lo venían haciendo desde tiempos ancestrales. La introducción del tendido eléctrico ocasionó cambios en la dinámica diaria y el aumento de la calidad de vida de los lugareños.
- La instalación de telefonía fija, en 2002. La instalación del servicio telefónico representó un gran beneficio que ha contribuido a mejorar la comunicación de los galipaneros con el ámbito nacional e internacional. Sin embargo, en ocasiones las conexiones telefónicas presentan problemas que se aspira sean resueltos por las compañías y organismos involucrados.

## Personajes destacados y leyendas
A lo largo de toda la historia del poblado de Galipán han habitado diferentes personajes que se han convertido en parte de la historia popular típica de la zona, dejando tras de sí sus historias como leyendas.
El Doctor Knoche (Gottfried Knoche) un médico alemán conocido por haber sido el fundador del ya desaparecido Hospital San Juan de Dios en La Guaira, además de por haber inventado un líquido embalsamador con el que momificó innumerables cadáveres, consiguiendo preservarlos ante la descomposición. Su figura es recordada como uno de los personajes más enigmáticos de la historia de Venezuela de mediados del siglo XIX.
Además, la historia de "Pacheco", un floricultor de Galipán que según cuenta el relato popular bajaba de El Ávila a la Plaza Bolívar huyendo del frío de las montañas durante los meses más fríos del año. Fue uno de los famosos vendedores de flores asentados frente a la iglesia de la zona, contribuyendo con el establecimiento de una tradición que hoy en día se sigue manteniendo como uno de los principales reclamos turísticos de Galipán: la venta de flores. Tal fue la rutina de Pacheco que los caraqueños al verlo exclamaban "Ahí viene Pacheco" o "Llegó Pacheco", como forma para señalar que empieza el frío, enunciación que con el tiempo, se asoció también a la llegada de la Navidad.

## Cómo llegar

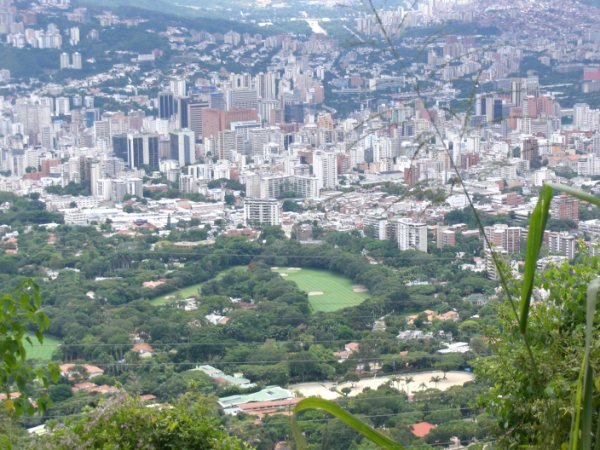
Vistas desde el Parque Nacional El Ávila

El acceso a la población se ve dificultado por su propia localización, puesto que requiere la subida de la montaña del Parque Nacional Waraira Repano por un camino pavimentado y de gran pendiente. Es posible acceder a través de la vertiente norte del litoral y por la vertiente sur desde Caracas. 
La forma más habitual de acceder es haciendo uso de un vehículo rústico de doble tracción o a pie empezando la subida en el "pie del cerro" en la avenida Peñalver, situada entre San Bernardino y Cotiza (Caracas), la cual llega hasta la cima donde se encuentra el Hotel Humboldt. También es posible subir desde el pueblo costero de Macuto, situado en el litoral central, desde donde se observar durante el trayecto vistas al oeste de la capital venezolana. Además, durante la subida es posible encontrar kioscos en los que comprar frutas, zumos, galletas o flores; cosa que se ha convertido en un reclamo turístico.
Otra opción es subir el cerro del Ávila en el teleférico administrado por una empresa privada que hace la ruta Caracas-El Ávila, desde la parte más alta de la Urbanización Maripérez. Al mismo tiempo, es posible subir caminando a través de los múltiples senderos del parque, aunque no es recomendable elegir esta opción si no se está familiarizado con la ruta. Una última opción permite ir a Galipán por el "Camino de los Españoles" entrando por La Puerta de Caracas, en La Pastora. 

## Qué ver

### Vistas de San Isidro de Galipán
Se trata de una zona turística muy concurrida por los caraqueños. El paisaje se caracteriza por la profundidad de las zonas montañosas y las casas situadas en la ladera de la montaña. En la subida a la zona más alta de la cordillera se pueden encontrar restaurantes, kioskos, zonas de esparcimiento familiar, rutas deportivas y de montaña, posadas, etcétera.

### Casa colonial "Los Venados"
Es un centro recreativo situado a 1437 metros de altura sobre el nivel del mar. El acceso es libre y cuenta con zonas habilitadas para pícnic, camping, un centro deportivo, un museo, una biblioteca, extensas zonas verdes y aparcamiento, entre otras cosas.
Hoy en día es donde se encuentra la administración del Parque Nacional El Ávila.

### Virgen de Galipán
Conocida como "Virgen de La Milagrosa", es uno de los atractivos turísticos del sector. Se encuentra dentro de una casa de piedra, en una gruta.